# Filillio
Filillio (in greco antico: Φιλύλλιος?, Philýllios; in latino Philyllios; Atene, anni 450 a.C. – dopo il 392 a.C.) è stato un commediografo ateniese.

## Biografia
Filillio viene annoverato tra gli ultimi rappresentanti della commedia antica e i primi della commedia di mezzo; fu contemporaneo di Diocle di Fliunte e di Sannirione e sembra che abbia introdotto alcune innovazioni, come le torce accese sulla scena. 
Sembra, inoltre, che fosse in piena attività prima del 392 a.C., anno della rappresentazione delle Ecclesiazuse di Aristofane.

## Commedie
La Suda riporta alcuni titoli di Filillioː Αἰγεύς (Egeo), Αὔγη (Auge), Ἄντεια, Δωδεκάτη (La dodicesima notte), Ἡρακλῆς (Eracle), Πλύντρια ἢ Ναυσικάα (Plynteria, o Nausicaa), Πόλις (La città), Φρεωρύχος (Lo scavatore di pozzi), Ἀταλάντη (Atalanta), Ἑλένη (Elena).
Dai titoli e dai frammenti pervenuti, Filillio appare come uno dei tanti commediografi di passaggio tra archaia e mese, con attenzione alla parodia mitologica euripidea e alla rappresentazione di caratteri della quotidianità ateniese.